# Trần Duệ Tông
Trần Duệ Tông (chữ Hán: 陳睿宗, 30 tháng 6 năm 1337 – 4 tháng 3 năm 1377) tên thật là Trần Kính là vị hoàng đế thứ 10 của triều đại nhà Trần trong lịch sử Việt Nam. Ông trị vì từ năm 1372 đến khi tử trận vào năm 1377. Trần Duệ Tông là vị hoàng đế duy nhất trong lịch sử Việt Nam bị tử trận khi đương quyền. Xét trong 7 thế kỷ Chiến tranh Việt-Chiêm, ông cũng là vị Hoàng đế duy nhất bị tử trận khi đánh nhau với quân Chiêm Thành.
Trần Duệ Tông Hoàng đế có lòng dũng cảm, mong muốn chấn hưng Đại Việt đã bị tàn phá và suy yếu dưới thời Trần Dụ Tông, Dương Nhật Lễ, muốn trấn áp kẻ thù từ thời khai quốc của Đại Việt là Chiêm Thành. Nhưng vì ông quá nóng vội đánh bại kẻ địch mà ông xem là yếu ớt, nhược tiểu nên bị bại trận. Do ông là tấm bình phong lớn nhất cho dòng tộc nhà Trần khi đó, việc ông bị tử trận khiến Thượng hoàng Trần Nghệ Tông khiếp đảm, sau này hễ Chế Bồng Nga bắc tiến là cùng Hồ Quý Ly bỏ kinh thành chạy dài. Trận thua lớn ở Đồ Bàn khiến thế nước Đại Việt suy kém, những người kế vị đều vô tài, nhà Trần ngày càng suy.

## Thân thế
Duệ Tông Hoàng đế tên thật là Trần Kính (陳曔), con thứ 11 của Minh Tông Duệ Hiếu Hoàng đế, mẹ ông là Đôn Từ Quý phi Lê Thị, em gái của Minh Từ Quý phi, người cùng mẹ với chính thất của Minh Tông là Hiến Từ Tuyên Thánh Hoàng hậu Trần Thị. Về mặt vai vế, ông là họ hàng của Lê Quý Ly, vì Quý Ly gọi mẹ ông là cô ruột.
Khi còn là hoàng tử, ông giữ tước hiệu Cung Tuyên Vương (恭宣王). Tên ngoại giao với nhà Minh của ông là Trần Đoan (陳煓), hoặc Trần Nhật Đoan (陳日煓).

## Khôi phục nhà Trần
Vào năm 1369, vua Trần Dụ Tông (con thứ 10 của vua Trần Minh Tông) chết, không có con nối. Hiến Từ Thái hậu đứng ra lựa chọn người kế vị, và bà chọn cháu trai của mình, con trai của người con lớn của bà là Cung Túc vương Trần Nguyên Dục, tên là Trần Nhật Lễ. Theo sử sách, Nhật Lễ vốn không phải là tông thất nhà Trần mà mẹ Lễ là đào hát, vợ của kép hát Dương Khương. Bà đã mang thai Lễ trước khi làm vợ Cung Túc vương Trần Nguyên Dục, anh ruột cùng mẹ của Dụ Tông, mất năm 1363.
Nhật Lễ đăng ngôi, phong các chú, bác là Cung Tĩnh Đại vương Trần Nguyên Trác làm Thái tể, Cung Định Đại vương Trần Phủ làm Thái sư, Cung Tuyên vương Trần Kính làm Hữu Tướng quốc. Nhà vua về sau bỏ bê công việc, ham chơi, rượu chè, lại giết Hiến Từ Thái hậu vì bà hối hận việc lập Nhật Lễ. Dương Nhật Lễ cho đón Dương Khương, cha đẻ của Nhật Lễ, vào triều, song Nhật Lễ còn định đổi sang họ Dương khiến các quan trong triều bất bình.
Đêm ngày 20 tháng 9 năm 1370, các tông thất là: cha con Thái tể Trần Nguyên Trác, Trần Nguyên Tiết và hai người con của Thiên Ninh Công chúa đem người tôn thất vào thành định giết Nhật Lễ. Nhật Lễ trèo qua tường, nấp dưới cầu mới. Mọi người lùng không thấy, giải tán ra về. Khi trời sắp sáng, Nhật Lễ vào cung, chia người đi bắt Nguyên Trác cùng 17 người chủ mưu và tất cả đều bị hại.
Vào mùa đông, tháng 10 năm 1370, Cung Định vương vì có con gái làm Hoàng hậu của Nhật Lễ, sợ vạ lây đến mình nên tránh ra trấn Đà Giang (tức Gia Hưng), ngầm hẹn với các em là Cung Tuyên vương Trần Kính, Chương Túc quốc thượng hầu Trần Nguyên Đán, Thiên Ninh Công chúa Ngọc Tha hội ở sông Đại Lại, phủ Thanh Hóa để dấy quân. Trần Kính giúp ông đảm nhận việc sắm sửa mọi vũ khí, trang bị quân đội.
Vào tháng 11 năm 1370, tất cả anh em Trần Phủ, Trần Kính cùng với Thiên Ninh Công chúa dẫn quân về Kinh thành. Dương Nhật Lễ bị phế bỏ, giáng xuống làm Hôn Đức Công (昏德公).
Noi gương đời trước của nhà Trần thường giữ chế độ Hoàng đế và Thái thượng hoàng cùng trị nước, tháng 11 năm 1372, Nghệ Tông nhường ngôi cho Trần Kính và lên làm Thái thượng hoàng. Trần Kính lên ngôi, tức là Trần Duệ Tông. Trần Nghệ Tông tại vị với tôn hiệu Quang Hóa Anh Triết Thái thượng Hoàng đế (光華英哲太上皇帝), Duệ Tông xưng làm Khâm Hoàng (欽皇).
Trần Duệ Tông tiếp tục đường lối của cha ông, liên tục tuyển chọn nhân tài cho quốc gia. Sử cũ chép: "Ất Mão (năm 1375),... xuống chiếu chọn các quan viên, người nào có tài năng, luyện tập nghề võ, thông hiểu thao lược, thì không cứ là tôn thất đều làm tướng coi quân, đồng thời cho ra khỏi quân ngũ những người lính già cả, ốm yếu, bệnh tật..."
Ông đã tổ chức thi Đình năm 1374 tuyển chọn nhân tài cho quốc gia. Những nho sĩ thời đó như Đào Sư Tích (Trạng nguyên), Lê Hiến Phủ (Bảng nhãn), Trần Đình Thám (Thám hoa)... đều xuất thân từ bình dân, không trong hàng ngũ hoàng tộc. Ông rất coi trọng nho sỹ, coi đó là đại diện văn hiến nước nhà, nên cho ăn yến, áo xấp, tước phẩm...
Trần Duệ Tông còn rất chú trọng đề cao quy định riêng của triều đại. Ông hạ lệnh cho quân dân không được mặc áo kiểu người phương Bắc và không được bắt chước tiếng nói của các nước Chiêm – Lào. Ông còn quy định về mẫu mã các loại thuyền, xe ngựa, kiệu, tán, nghi, trượng và y phục, tất cả đều noi theo mũ áo của đời Trần Minh Tông. Tháng 4 năm 1374, đoàn sứ nhà Trần báo tin việc truyền ngôi cho nhà Minh hay.

## Lâm nạn ở đất Chiêm
Do Đại Việt thường bị Chiêm Thành xâm lấn, Duệ Tông ra sức xây dựng quân đội hòng muốn dùng binh lực áp chế Chiêm Thành mãi mãi, nhưng không ngờ đó lại là mầm họa không chỉ với bản thân ông, mà còn khiến triều đại nhà Trần tiến gần đến bờ diệt vong.
Tháng 8 năm 1374, Duệ Tông cho dân đinh xung vào quân ngũ: hạng nhất xung vào Lan Đô, rồi đến hạng nhì, hạng ba. Người thấp bé nhưng mạnh khỏe cũng được xung lên hạng trên. Trước đây, quân Túc vệ có quân Tứ Thiên, Tứ Thánh, Tứ Thần, sau đặt thêm các quân Uy Tiệp, Bảo Tiệp, Long Dực, Thần Dực, Ý Yên, Thiên Trường, Bắc Giang, Điện Hậu, Long Tiệp, thích 3 chữ đen vào trán. Các quân Thị vệ, Tạc Ngạch, Hoa Ngạch, Tả Ban, Hữu Ban, Thanh Hóa, Nghệ An, Hóa Châu, Thuận Châu, Lâm Bình đều đặt quân hiệu. Có đại đội trưởng, đại đội phó làm tướng hiệu.
Năm 1376, chúa Chiêm là Chế Bồng Nga lại mang quân xâm lấn. Duệ Tông sai Đỗ Tử Bình đi đánh. Chế Bồng Nga sợ hãi, xin dâng 10 mâm vàng tạ tội. Tử Bình giấu vàng đi, lại tâu về triều rằng chúa Chiêm kiêu ngạo không thần phục. Duệ Tông càng quyết định thân chinh đi đánh, mặc cho mọi lời khuyên ngăn của các đại thần.
Tháng 12 năm 1376, Duệ Tông Hoàng đế cầm 12 vạn quân đánh Chiêm Thành. Ông sai Lê Quý Ly đốc vận lương thảo đến cửa biển Di Luân (tức Quảng Bình) rồi dừng quân 1 tháng để luyện sĩ tốt.
Tháng giêng năm 1377, quân Trần tiến vào cửa Thi Nại (Quy Nhơn), đánh lấy đồn Thạch Kiều rồi tiến tới kinh thành Đồ Bàn nước Chiêm. Chế Bồng Nga lập đồn giữ ngoài thành, rồi cho người trá hàng nói rằng Chế Bồng Nga đã bỏ thành trốn. Ngày 24, Duệ Tông muốn tiến quân ngay, đại tướng Đỗ Lễ can ngăn mãi nhưng ông không nghe, nói với quân sĩ rằng: "Ta mình mặc giáp, tay cầm gươm, dãi gió dầm mưa, lội sông, trèo núi, vào sâu trong đất giặc, không một người nào dám chống lại đó là trời giúp. Huống chi nay vua giặc nghe tiếng bỏ trốn, không có lòng đánh lại. Cổ nhân nói "Dụng binh quý ở nhanh chóng". Nay lại dùng dằng không tiến nhanh, thế là trời cho mà không lấy, để nó lại có mưu khác, thì hối không kịp?"
Và ông thúc quân tiến vào thành. Quân Chiêm 4 phía phục binh đổ ra đánh, quân Đại Việt thua to, mười phần chết đến 7, 8 phần. Duệ Tông bị hãm trong trận, cùng các tướng Đỗ Lễ, Nguyễn Nạp Hòa, Hành khiển Phạm Huyền Linh đều tử trận. Năm đó ông 41 tuổi.
Đỗ Tử Bình trước đã vu cáo chúa Chiêm, lúc đó lĩnh hậu quân không tới cứu ứng cho Duệ Tông. Lê Quý Ly cũng sợ hãi bỏ chạy. Thượng hoàng Nghệ Tông sai lấy xe cũi nhốt Tử Bình. Theo Đại Việt Sử Ký toàn thư, khi cũi giải Tử Bình trở về trên thuyền qua Thiên Trường, dân chúng tranh nhau lấy ngói, gạch ném vào thuyền mà chửi. Sách Khâm định Việt sử Thông giám Cương mục chép khác một chút: Tử Bình bị nhốt vào xe, không ở trên thuyền và bị dân "chửi mắng, lấy gạch ngói ném vào xe tù Tử Bình." Tuy nhiên khi về kinh, Quý Ly không hề bị Thượng hoàng Nghệ Tông trách cứ, còn Tử Bình chỉ bị đồ làm lính 1 năm, sau đó lại được cất nhắc lên chức vụ cao hơn trước.
Thượng hoàng Trần Nghệ Tông thấy ông vì việc nước mà bỏ mình, nên chiêu hồn chôn ở Hy Lăng và cho lập con trưởng của ông là Kiến Đức Đại vương Trần Hiện [陳晛] nối nghiệp nhà Trần, tức là Trần Phế Đế.
Theo Đại Việt sử ký toàn thư, Trần Phế Đế sai sứ là Đình Thâm sang cáo phó với nhà Minh, và nói rằng Duệ Tông đi tuần nơi biên giới, bị chết đuối ở biển. Người Minh từ chối không sang viếng, lấy cớ rằng: Theo Kinh Lễ, có ba điều không nên thăm là: vì phạm tội mà chết ở trong ngục (úy), hoặc vì bị đè chẹt mà chết bẹp (áp), hoặc vì ngã xuống nước mà chết đuối (nịch).
Đình Thâm tranh luận, cãi rằng: "Người Chiêm chống nghịch, quấy nhiễu nơi biên giới, vua Duệ Tông có công chống ngoại hoạn, cứu nhân dân, vậy sao không nên viếng?" Nhà Minh mới sai sứ sang điếu tang ông. Bấy giờ Minh Thái Tổ Chu Nguyên Chương muốn nhân Đại Việt có đại tang và tổn thất nhân sự, tính chuyện xâm lược. Thái sư Lý Thiện Trường nói rằng: "Thấy em chết vì việc nước, anh lại lập con của em lên ngôi; xem nhân sự [xử tốt với nhau] như thế, thì đủ biết lòng trời [hãy còn tựa nước người ta]". Do đó, Chu Nguyên Chương đành thôi ý định xâm lấn. Tuy nhiên, đối chiếu Minh Thực lục thì không có chi tiết nào cho thấy Chu Nguyên Chương có ý định đánh An Nam.
Tuy nhiên, theo Minh thực lục, Trần Đoan (Duệ Tông) mất tháng 3 năm 1377 khi bị quân Chăm pa phản công, đầu năm 1378, em trai Trần Đoan là Trần Vĩ (tức Phế Đế) sai sứ là Trần Kiến Sâm (陳建琛) và Nguyễn Sĩ Ngạc (阮士諤) sang báo tang anh trai và cầu phong. Nhà Minh sai quan Trần Năng (陳能) mang lễ vật sang chia buồn.

## Giai thoại về Chế Thắng Phu nhân
Tương truyền theo truyện dân gian, khi Trần Duệ Tông mang quân tới cửa biển Quảng Bình, gió thổi ngược khiến thuyền quân Trần không tiến được. Ông làm lễ cầu thần biển. Đêm đó thần biển báo mộng cho ông, đòi phải nộp 1 mỹ nhân mới cho thuận gió để quân đi qua.
Hôm sau, Duệ Tông thuật lại chuyện cho mọi người nghe. Mọi người sợ hãi, chỉ có bà Cung phi Nguyễn Thị Bích Châu tình nguyện hiến thân cho thần biển. Bà lao mình xuống biển chết và quân Trần đi qua được.
Sau này đến thời Lê Thánh Tông, năm 1471, cũng đi đánh Chiêm Thành, qua chỗ bà Bích Châu đã trầm mình. Bà hiện lên báo mộng cho vua Lê và xin làm lễ giải thoát. Vua Lê làm lễ cầu giải thoát cho bà và lập đền thờ ở cửa biển, phong làm Chế Thắng Phu nhân.

## Báo mộng vua anh về sự diệt vong của nhà Trần
Theo Đại Việt Sử ký Toàn thư, tháng 3 năm 1394, Trần Nghệ Tông (anh Duệ Tông) lúc đó đang là Thượng hoàng, chiêm bao thấy ông đem quân đến và đọc bài thơ như sau:
Trung gian duy hữu xích chủy hầu,
Ân cần tiếm thượng bạch kê lâu.
Khẩu vương dĩ định hưng vong sự,
Bất tại tiền đầu tại hậu đầu.
Dịch là:
Ở giữa chỉ có loài mỏ đỏ,
Lăm le lấn lên lầu gà trắng.
Khẩu vương đã định việc hưng vong,
Không ở trước mà ở về sau.
Thượng hoàng tự mình chiết tự đoán là: "xích chủy" (miệng đỏ) ám chỉ Quý Ly, "bạch kê" (gà trắng) là Nghệ Tông vì ông tuổi Tân Dậu (1321), "khẩu vương" thì chữ khẩu (口) và chữ vương (王) ghép lại là chữ "quốc" (囯), việc nước còn hay mất sau sẽ thấy. Nghệ Tông tự đoán biết ngày sau mình qua đời nhà Trần sẽ mất nước. Mà đúng là như vậy, sau khi Nghệ Tông qua đời 6 năm, nhà Trần diệt vong.

## Bình luận
Đại Việt sử ký toàn thư nhận định về Trần Duệ Tông như sau:
Vua ương gàn cố chấp, không nghe lời can, khinh thường quân giặc, nên mang họa vào thân chứ không phải là do bất hạnh.
Sử thần Lê Tung thời Lê Tương Dực đã nhận xét Trần Duệ Tông trong bài Đại Việt Thông giám Tổng luận:
"Duệ Tông mới được nhường ngôi, lưu tâm lo trị, chọn tướng rèn quân, mở khoa thủ sĩ, soạn bài để trâm, làm sách hoàng huấn, dường như cũng khá chịu làm. Song tin dùng ngoại thích, khởi mối cho gian thần tiếm ngôi, gạt lời sớ nói thẳng của Lê Tích, nghe lời tâu gian trá của Tử Bình, thân đi đánh Chiêm Thành, khinh suất vào động Ỷ Mang, liều quân chuốc vạ, đến nỗi bỏ mình."
Trong sách Thuyết Trần, Trần Xuân Sinh tổng kết một số ý kiến khác nhau về Duệ Tông. Có ý kiến cho Duệ Tông kiêu hãnh tự hại mình và hại các tướng sĩ; nhưng cũng có ý kiến ngược lại coi ông là người có khí phách và chết ở chiến trường không kết tội.
Sau khi Trần Minh Tông qua đời (1357), trong các hoàng đế nhà Trần thời hậu kỳ, ông là vị hoàng đế duy nhất có cá tính mạnh mẽ, mang hoài bão chấn hưng quốc gia. Ngôi vị của Nghệ Tông giành lại từ tay Dương Nhật Lễ phần nhiều do công lao của ông.
Cái chết của Duệ Tông là bước ngoặt lớn đối với nhà Trần thời hậu kỳ. Vua anh Nghệ Tông nhu nhược, vốn hoàn toàn dựa vào ông và sau khi ông mất lại hoàn toàn dựa vào Hồ Quý Ly khiến cơ nghiệp nhà Trần suy sụp. Nếu ông không chủ quan sớm bỏ mạng, nước Đại Việt ít ra có thể giảm thiểu được họa Chiêm Thành trong những năm tiếp theo và chừng nào còn ông, Quý Ly khó trở thành quyền thần mà thao túng triều đình. Cái chết của Duệ Tông được xem là thiệt thòi cho Đại Việt và cho nhà Trần.

## Gia quyến
- Thân phụ: Hoàng đế Trần Minh Tông.
- Thân mẫu: Đôn Từ Hoàng thái phi Lê thị (? - 1347). Khi còn là phi tần của Minh Tông được giữ hàng Sung viên (充媛). Nghệ Hoàng sau khi lên ngôi truy phong làm Quang Hiến Thần phi (光憲宸妃), sau Duệ Tông truy phong thành Đôn Từ Hoàng thái phi (敦慈皇太妃).
- Hậu cung:

1. Gia Từ Hoàng hậu Lê thị, em gái họ hàng của Hồ Quý Ly.
2. Chế Thắng phu nhân Nguyễn Thị Bích Châu, mẫn tiệp thông tuệ, tuyệt sắc giai nhân.
3. Cung phi Trần Thị Ngọc Hòa, được biết tới trong dân gian là Hoàng hậu Bạch Ngọc, con gái ông Trần Công Thiệu, quê làng Tri Bản, xã Thổ Hoàng, phủ Đức Quang, lộ Nghệ An (nay thuộc huyện Hương Khê, tỉnh Hà Tĩnh). Từ khi được tuyển vào cung, bà sinh được Huy Chân Công chúa.

- Hậu duệ:

1. Trần Vĩ (陳煒 1359-1373), truy phong Chương Vũ Đại vương (彰武大王).
2. Trần Hiện (陳晛), tức Xương Phù Đế (昌符帝) hoặc Giản Hoàng (簡皇), sau bị Nghệ Hoàng giáng làm Linh Đức vương rồi bắt thắt cổ chết.
3. Trần Nguyên Diệu (陳元曜 ? - 23/1/1390), hàng Chiêm Thành, sau khi Chúa Chiêm Chế Bồng Nga chết lại chạy về Đại Việt nhưng bị giết.
4. Chương Tĩnh vương Trần Nguyên Hy (陳元翬).
5. Huy Chân Công chúa Trần Thị Ngọc Hiền (輝真公主  陳氏玉賢 ),mẹ là Trần Cung phi. Sau trở thành vợ của Lê Lợi,có một con gái là Trang Từ Công chúa Lê Thị Ngọc Châu.